# Solidarność (socjologia)

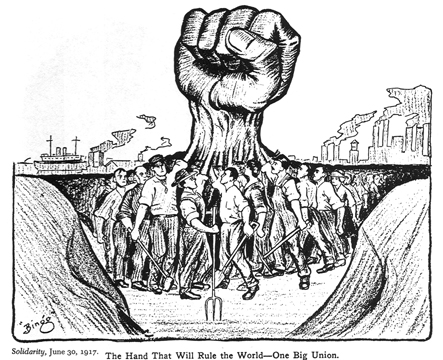
Ilustracja mająca pokazywać siłę solidarności

Solidarność – wspólnota działania, podyktowana wspólnotą interesów.
Solidarność społeczną można badać (według Durkheima) dzięki znalezieniu obiektywnego (obserwowanego z zewnątrz) wskaźnika. Takim wskaźnikiem, zdaniem Durkheima, może być prawo. Durkheim wyróżnił przy tym dwa rodzaje owego wskaźnika. Pierwszy to prawo karne drugi to prawo kooperacyjne - restytucyjne np. prawo cywilne czy prawo handlowe. Drugie z praw Durkheima polega nie na ukaraniu winnego, lecz na nakazaniu jednostce naprawienia szkody jaką wyrządził.
Jak pisze Jerzy Szacki różnica pomiędzy prawami jest taka, że pierwsze (karne) odnosi się do czynów będących pogwałceniem powszechnie przyjętych w danym społeczeństwie norm, drugi dotyczy natomiast takich, które są zwrócone przeciwko poszczególnym jednostkom lub grupom.
Różnice pomiędzy prawami wynikają z różnorodności społeczeństw, a raczej jego dwoma rodzajami. Durkheim pisze, że w toku dziejów maleje rola represyjnego prawa (karnego), rośnie zaś rola prawa restytucyjnego. 
Społeczeństwa, w których przeważa prawo karne to społeczeństwa, w których pod kontrolą zbiorowości znajduje się całe życie jednostki, gdzie pogwałcenie prawa podlega bezwzględnej karze. Zaś społeczeństwo o przewadze prawa kooperacyjnego charakteryzuje się dużą postawą solidarności.